# Imperatrice Shōshi
Fujiwara no Shōshi (藤原彰子 conosciuta anche come Jōtōmon-in (上東門院); 988 – 25 ottobre 1074) è stata un'imperatrice giapponese dal 1000 al 1011.
Figlia maggiore di Fujiwara no Michinaga e sua madre Fujiwara no Rinshi.
Suo padre la mandò a vivere nell'harem dell'imperatore Ichijō all'età di 12 anni. A causa del suo potere, influenza e macchinazioni politiche ottenne rapidamente lo status di seconda imperatrice (中宮, Chūgū). Come imperatrice poté circondarsi di una corte di dame di compagnia talentuose e colte come Murasaki Shikibu, autrice del Genji monogatari.
All'età di 20 anni, diede alla luce due figli da Ichijō, entrambi divennero imperatori e si assicurarono lo status della linea Fujiwara. Verso la fine degli anni '30 prese i voti come monaca buddista, rinunciando ai doveri e ai titoli imperiali, assumendo il titolo di Signora Imperiale. Ha continuato ad essere un membro influente della famiglia imperiale fino alla sua morte all'età di 86 anni.

## Biografia
Quattro anni dopo essere diventato reggente Michinaga mandò Shōshi, sua figlia maggiore, nell'harem dell'imperatore Ichijō quando aveva circa 12 anni. Diventò consorte imperiale (nyogo) dell'imperatore. Un anno dopo aver collocato Shōshi nell'harem imperiale, nel tentativo di minare l'influenza di Teishi, moglie dell'imperatore, e aumentare la posizione di Shōshi, Michinaga la fece nominare Imperatrice sebbene Teishi detenesse già il titolo.
Per dare prestigio a Shōshi e renderla competitiva in una corte che apprezzava l'istruzione e l'apprendimento, Michinaga cercò dame di compagnia talentuose, istruite e interessanti per costruire un salone che rivaleggiasse con quello di Teishi e Seishi (figlia dell'imperatore Murakami). Michinaga invitò Murasaki Shikibu, autrice del Genji monogatari, alla corte di Shōshi, dove si unì a Izumi Shikibu e Akazome Emon. Successivamente si unì anche Ise no Taifu, poeta e musicista di talento. Alla corte di Teishi come dama di compagnia c'era la scrittrice Sei Shōnagon, autore delle Note del guanciale. Le donne alle corti delle due imperatrici scrissero alcuni dei più noti capolavori della letteratura del periodo Heian.
Shōshi diede a Ichijō due figli, nel 1008 e nel 1009. Le nascite sono descritte in dettaglio nel Murasaki Shikibu Nikki di Murasaki. I ragazzi sono nati nella villa di Tsuchimikado del nonno, alla presenza di sacerdoti buddisti. Con il suo secondo figlio Atsuhira, Shōshi ebbe un parto difficile; per placare gli spiriti maligni si sottoponeva a un rituale di rasatura della testa, anche se veniva tagliata solo una ciocca di capelli. Questo rituale era considerato un'ordinazione minore, o jukai nel buddismo, allo scopo di ricevere la protezione divina quando la sua vita e quella del suo bambino non ancora nato erano a rischio.
L'influenza di Michinaga significava che i due figli di Shōshi avevano maggiori possibilità di salire al trono rispetto ai figli di Teishi, in particolare dopo la morte di Teishi nel 1001. Quando Ichijō abdicò nel 1011 e morì poco dopo, il figlio maggiore di Shōshi, il futuro imperatore Go-Ichijō, fu nominato principe ereditario. A quel tempo Shōshi si ritirò dal Palazzo Imperiale per vivere in un palazzo Fujiwara nella regione del Lago Biwa, molto probabilmente accompagnato da Murasaki. Nel 1016, quando Michinaga fece rimuovere dal trono l'imperatore Sanjō, sposato con la sorella minore di Shōshi, Kenshi, Go-Ichijō divenne imperatore. Il secondo figlio di Shōshi, Go-Suzaku, divenne principe ereditario nel 1017. Con un imperatore e un principe ereditario come figli, la posizione di Shōshi era sicura e divenne una potente influenza a corte.
Non era raro che le donne aristocratiche Heian prendessero voti religiosi, diventassero nyūdō e tuttavia rimanessero nella vita secolare. Come suo padre e sua zia Seishi avevano fatto prima di lei, a 39 anni nel 1026, Shōshi si sottopose alla cerimonia di ordinazione per diventare una suora buddista. In questo momento assunse il nome di Jōtōmon-in. Come era consuetudine per le nobildonne del suo periodo, Shōshi prendeva i riti di ordinazione per gradi; molto più tardi nella vita, in un ennesimo rituale, ricevette i voti pieni e in quel momento si sottopose a una completa rasatura del capo.
Le prime due imperatrici a prendere il titolo di Dama Imperiale furono Seishi, seguita da Shōshi. Il ruolo di Shōshi come dama imperiale, come documentato nell'Eiga Monogatari, fu studiato ed emulato dalle donne imperiali che l'avrebbero seguita come dame imperiali.
Morì nel 1074 all'età di 86 anni.